# Yamilka Pitre
Yamilka Nohemí Pitre Tejada (29 de agosto de 1984) es una cantante panameña, ganadora del concurso Vive la música 2009. Actualmente hace Lianza con la Orquesta Saoco de Noel Rodriguez.
Discografía: Regresa a Mi, Que va a ser de mi, Imposible amarte como Yo, Adicta al Dolor.

## Biografía
Nació el 29 de agosto de 1984, en Panamá. Estudió en el Instituto Dr. Alfredo Cantón. Participó en la obra de teatro "Detrás del muro"  mientras se encontraba recluida en la cárcel y escribió la canción "Un día más", uno de los temas musicales de la obra.
Estudió Licenciatura en Inglés en traducción y música en el Conservatorio de Músicos de Panamá. Participó en el reality de TVN (Televisora Nacional), Vive la música, donde quedó de primer lugar.
También fue "Mujer destaca del año", por la Emisora Radio Mil. Grabó su primer sencillo titulado "Regresa a mí". También grabó el tema "Que va a ser de mi", con género salsa. Su hija Nora Eva nació en 2013. Participó en el reality Dancing with the stars, pero se tuvo que retirar porqué está embarazada. Sus compañeros en el reality fueron, Andrés Poveda, Joysi Love, Ismael Ortiz, Jovana Michelle Quintero, Massiel, María Jesús Ruiz, Fufo Rosario, Rubén Moreno, Érika Nota y Saiko.

## Discografía
- Regresa a Mí
- Que va a ser de mi

## Filmografía
Ha salido en diferentes programas y shows.
Reality Shows
- Vive la música 2009
- Dancing with the stars 2014

Programas
- Buenos Días 2014

Teatro
- Detrás del muro